# Шохин, Андрей Павлович
Андрей Павлович Шохин (24 августа 1901 — 15 марта 1938) — лидер комсомольского движения 1920-х годов, один из организаторов профессионально-технического и политехнического образования в СССР.

## Биография
Андрей Шохин родился в 1901 году в селе Большие Вишенки Нижегородского уезда Нижегородской губернии (ныне село входит в черту города Кстово Нижегородской области).
В феврале 1917 года, учась в Нижегородском механическом училище, он по совету отца Павла Андреевича Шохина сближается с большевиками и уже в 1918 году становится одним из организаторов в Нижнем Новгороде Коммунистического союза учащихся, который позднее сливается с РКСМ(б).
17 мая 1919 года Шохин вступает в партию, избирается членом губкома. Он ездит по губернии, создаёт новые комсомольские организации. В 1919 году уходит на фронт добровольцем. В конце 1919 года под руководством Шохина созданы одни из первых в Нижегородской области комсомольские организации в Больших Вишенках и пос. Селекция. В 1920 году на губернском съезде комсомола избирается секретарём губкома. Был направлен позднее на комсомольскую работу на Украину. В октябре 1922 года имя Андрея Павловича было включено в список почётных комсомольцев.
В декабре 1923 года в числе восьми лидеров комсомола подписал письмо в поддержку Л. Д. Троцкого, находившегося в оппозиции.
В первой половине 20-х годов Шохин участвовал в создании системы предпрофильного и профильного образования рабочей и крестьянской молодёжи. Обосновывая методическую систему школьного обучения без отрыва от производства, он выступал против попыток утилитарного снижения объёма общего образования рабочих, общеобразовательных дисциплин, сокращения сроков обучения, сведения учебно-воспитательного процесса только к профессиональной подготовке. По его инициативе для подготовки школьных преподавателей создан Московский высший индустриально-педагогический институт им. К. Либкнехта (1923 год), где Шохин стал проректором.
В начале 1930-1931 гг. в обстановке форсирования индустриализации вместе с А. С. Бубновым, С. E. Гайсиновичем и П. В. Рудневым Шохин обосновал необходимость преобразования старших классов школы II ступени в профильно-политехнические (типа техникумов) учебные заведения, дающие выпускникам квалификацию рабочих различных специальностей. Таким образом, школа включалась в хозяйственный комплекс конкретного производства, производительный труд учащихся становился основой обучения, а содержание образования носило в основном техническую направленность. Шохин разработал критерии такого образования: формирование технологических знаний об основных сторонах производства, видах энергии, изучение не только техники производства, но и его организации и социально-экономических аспектов.
К основным формам организации учебно-воспитательного процесса он относил комплексно-проектную систему, активные методы работы. В начальной школе, по предложению Шохина, организовывались рабочие комнаты, а в 5-7-х классах — мастерские в соответствии с профилем производства. Выдвигая альтернативную систему профессионального образования, Шохин неправомерно стремился к её абсолютизации, ликвидации школ II ступени и в ущерб общему среднему образованию преувеличивал роль производственно-технического компонента в содержании деятельности общеобразовательной школы.
В последние годы Шохин работает в Наркомпросе и Главпрофбюро, в редакции газеты «Правда» и журнала «За политехническую школу», а в 1934 году избирается в Комиссию партийного контроля. Шохин стал видным руководителем комсомола и международного молодёжного движения.
Арестован 9 ноября 1937 года. Осуждён Военной коллегией Верховного суда СССР по обвинению в участии в контрреволюционной террористической организации, приговорён к расстрелу 15 марта 1938 года.

## Память
В честь Шохина была названа улица в Кстово, проходящая по территории бывшего села Вишенки. На доме № 94 установлена мемориальная доска: «В этом доме 24 августа 1901 года родился видный общественный и государственный деятель России Андрей Павлович Шохин».